# Ochrilidia cretacea
Ochrilidia cretacea är en insektsart som först beskrevs av Bolívar, I. 1914.  Ochrilidia cretacea ingår i släktet Ochrilidia och familjen gräshoppor. Inga underarter finns listade i Catalogue of Life.